# Pseudodiala acuta
Pseudodiala acuta är en snäckart som först beskrevs av Carpenter 1864.  Pseudodiala acuta ingår i släktet Pseudodiala och familjen Barleeiidae. Inga underarter finns listade i Catalogue of Life.